# Anubis inermis
Anubis inermis är en skalbaggsart som först beskrevs av White 1853.  Anubis inermis ingår i släktet Anubis och familjen långhorningar.
Artens utbredningsområde är:
- Laos.
- Burma.
- Pakistan.
- Taiwan.

Inga underarter finns listade i Catalogue of Life.